# Ma'ale Levona
Ma'ale Levona (hebrejsky מַעֲלֵה לְבוֹנָה, doslova „Kadidlový svah“, podle biblické lokality, kterou zmiňuje Kniha Soudců 21,19 - „jižně od Lebóny“, v oficiálním přepisu do angličtiny Ma'ale Levona) je izraelská osada a vesnice typu společná osada (jišuv kehilati) na Západním břehu Jordánu v distriktu Judea a Samaří a v Oblastní radě Mate Binjamin.

## Geografie

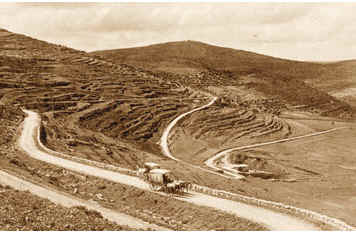
Krajina v okolí nynější obce Ma'ale Levona v roce 1912

Nachází se v nadmořské výšce 770 metrů v centrální části hornatiny Samařska. Leží cca 7 kilometrů jihovýchodně od města Ariel, cca 30 kilometrů severně od historického jádra Jeruzalému a cca 45 kilometrů východně od centra Tel Avivu.
Na dopravní síť Západního břehu Jordánu je napojena pomocí dálnice číslo 60, která prochází nedaleko od obce a která tvoří hlavní severojižní dopravní osu Samařska. Ma'ale Levona leží v menším ale územně kompaktním bloku izraelských osad (tzv. Guš Šilo) v centrální horské části Samařska. Zhruba 2 kilometry na severovýchodě se nachází velká izraelská obec Eli,5 kilometrů na východě podobně významné sídlo Šilo. V těsné blízkosti se ale rozkládají i palestinská sídla Sinjil a Al-Lubban ash-Sharqiya.

## Dějiny
Obec byla zřízena roku 1983. Na místě současné vesnice stála nejdříve osada typu nachal, tedy kombinace vojenského a civilního sídla. 20. března 1983 rozhodla izraelská vláda o jejím převodu na ryze civilní obec. To bylo provedeno v květnu 1984. Územní plán obce předpokládal výhledovou kapacitu 252 bytových jednotek a byl plně realizován. K založení civilní osady došlo na den nezávislosti v květnu 1984. Její vznik iniciovala skupina nábožensky založených Izraelců včetně politika Chanana Porata (člena Knesetu). První skupina osadníků sestávala jen ze čtyř rodin.
Ve vesnici působí v současnosti zařízení pro předškolní péči o děti, obchod se smíšeným zbožím a zdravotní středisko. Základní školy jsou dostupné v nedaleké vesnici Šilo. V Ma'ale Levona funguje synagoga a veřejná knihovna. Obec je napojena na veřejnou autobusovou dopravu. Linky číslo 148 a 477 vedou do Jeruzalému, Tel Avivu i do města Ariel.
Počátkem 21. století nebyla obec s okolím zahrnuta do Izraelské bezpečnostní bariéry. Ta byla zbudována mnohem blíže k Zelené linii. Budoucí existence vesnice závisí na parametrech případné mírové smlouvy mezi Izraelem a Palestinci.

## Demografie
Obyvatelstvo Ma'ale Levona je v databázi rady Ješa popisováno jako nábožensky založené. Podle údajů z roku 2014 tvořili naprostou většinu obyvatel Židé (včetně statistické kategorie "ostatní", která zahrnuje nearabské obyvatele židovského původu ale bez formální příslušnosti k židovskému náboženství).
Jde o menší obec vesnického typu s dlouhodobě rostoucí populací. K 31. prosinci 2014 zde žilo 758 lidí. Během roku 2014 evidovaná populace stoupla o 3,3 %.
| Rok            | 1991 | 1992 | 1993 | 1994 | 1995 | 1996 | 1997 | 1998 | 1999 | 2000 |
| -------------- | ---- | ---- | ---- | ---- | ---- | ---- | ---- | ---- | ---- | ---- |
| Počet obyvatel | 218  | 233  | 307  | 301  | 334  | 368  | 432  | 452  | 447  | 445  |

| Rok            | 2001 | 2002 | 2003 | 2004 | 2005 | 2006 | 2007 | 2008 | 2009 | 2010 | 2011 | 2012 | 2013 | 2014 |
| -------------- | ---- | ---- | ---- | ---- | ---- | ---- | ---- | ---- | ---- | ---- | ---- | ---- | ---- | ---- |
| Počet obyvatel | 442  | 462  | 497  | 514  | 545  | 556  | 559  | 584  | 713  | 687  | 698  | 724  | 734  | 758  |